# فولكس فاجن آي دي 6
فولكس فاجن آي دي 6 هي سيارة كهربائية كروس أوفر من إنتاج شركة فولكس فاجن بدأ إنتاجها في الصين في 2021.